# Emilio Manuel González Parra
Emilio Manuel González Parra (Ixtlán del Río Nayarit, México, 1913 — Ciudad de México, 1998) fue un político mexicano.  

## Biografía
Emilio González Parra fue hijo de Emilio González Ramírez y de Gonzala Parra de González ambos profesores rurales. Inició siendo un adolescente su carrera de telegrafista a solicitud de su padre que al ser maestro rural era empleado federal, quien le pidió como un favor especial al entonces administrador de la Oficina de Telégrafos de Ixtlán del Río, Nayarit que lo admitiera; el joven Emilio mostró su inquietud y vocación por la vida social y política cuando a los trece años de edad organiza una huelga de trabajadores de la oficina de telégrafos donde trabaja por las injustas condiciones laborales. Después de reincidir en este tipo de movimientos obreros fue enviado cuando ya tenía 15 años de edad a Magdalena, Sonora, donde también organiza a los telegrafistas y los lleva a la huelga, razón por la cual se le suspende de su trabajo y se le envía a la Ciudad de México al sindicato nacional  de trabajadores telegrafistas, lo que le abre la oportunidad para iniciar formalmente su carrera primero sindicalista y después política, llegando a ser diputado federal a los 21 años de edad. 
En algún momento ocupó la secretaría general del Sindicato de Trabajadores de la Secretaría de Comunicaciones y Obras Públicas. Resultó elegido secretario general de la Federación de Trabajadores de Nayarit de 1938 a 1979, diputado local de 1945 a 1948, diputado federal en cuatro ocasiones: a la XLI Legislatura en 1949-1952, la XLVII en 1967-1970, la XLIX Legislatura en 1973-1976 y a la LI Legislatura en 1979-1981; tres veces Senador de la República: 1952-1958, 1970-1976 y 1988-1994; secretario de acción política de la Confederación de Trabajadores de México (CTM) en 1979 y Gobernador Constitucional del Estado de Nayarit de 1981 a 1987. 
En 1988 fue designado líder de la mayoría en el Senado de la República y fue presidente de la Gran Comisión del Senado de la República.
Fue el secretario general sustituto a la muerte de Fidel Velázquez, quien siendo líder nacional de la CTM murió en marzo de 1997; Emilio M. González declinó al nombramiento que por estatutos le correspondía por su estado de salud, orientando al pleno de líderes nacionales a designar como nuevo secretario general de la CTM a Leonardo Rodríguez Alcaine, quien era secretario general del Sindicato Único de Trabajadores Electricistas de la República Mexicana (SUTERM).
Se le recuerda por sus ejercicios de Audiencias Públicas, que comenzaban todos los lunes a las 9 a. m. en el Palacio de Gobierno de Tepic, Nayarit. Cualquier persona podía entrar a hablar con el gobernador del estado, ser atendido y ver resuelto su problema de salud, vivienda, dinero, etcétera. Dichas Audiencias Públicas terminaban hasta el martes a las 11 a. m. aproximadamente, cuando se atendía hasta la última persona que hubiera  asistido. La gente tomaba posesión del Palacio de Gobierno cada lunes y abarrotaba todos sus pasillos, y el gobernante, siempre con paciencia y con emoción social, los escuchaba y atendía. Se le recuerda aún en la política nacional por aliados y adversarios como el "caballero de la política" por su trato generoso. Emilio M. González estudió sólo la primaria, mas se volvió experto en muchos temas, especialmente era consultado por los más importantes litigantes o académicos en materia laboral y también fue un experto en el tema electoral. También fue presidente del Comité Directivo Estatal del PRI en Nayarit.
Su hijo Ney González Sánchez nacido en Guadalajara Jalisco fue gobernador Constitucional del Estado de Nayarit.